# Жінка готує яєчню
 «Жінка готує яєчню» (ісп. Vieja friendo huevos) — картина ранішнього періоду творчості іспанського художника Дієго Веласкеса (1599—1660).

## Велична манера
У Римі, офіційній столиці папи римського, склалася так звана Велична манера в живопису. Цей живопис був абсолютно пов'язаний з історичним і міфологічним жанром. А втілення сюжетів обумовлювало античні чи біблійні теми в ідеальному оточенні, з ідеальними фігурами, штучно очищеними від побутовості. Герої були величні, вічно молоді, повні здоров'я і бадьорості, рухались чи стояли в величних позах і з величними жестами. Приклади Величної манери дали у 17 столітті художники П'єтро да Кортона, Аннібале Карраччі, Гвідо Рені, Гверчіно. Велична манера славила католицьких святих, папу римського, давньоримських імператорів і сучасних володарів.
В середній період творчості до Величної манери прибігав і Веласкес, особливо в батальних картинах (Здача міста Бреда іспанцям тощо). Але це поодинокі зразки. А ранішній період творчості Веласкеса взагалі стоїть особняком, винятком. Бо Велакес взагалі малював побутові картини, неприйнятні для Величної манери. В цих творах Дієго Веласкес надзвичайно пов'язаний з національною художньою традицією, що йшла від Котана, Сурбарана, частково від Хосе де Рібера. Але і тут він сказав своє особисте слово.

## Жінка готує яєчню
Можливо, це найкращий твір ранішнього періоду творчості Веласкеса. Він якось позбавлений недоліків інших картин цього періоду — невивіреної композиції, занадто чорних і непрозорих тіней, анекдотичних чи літературних посилань, натяків.
Немолода жінка зручно сидить біля жаровні і готує яєчню. В її руках ложка і ще одне яйце, яке вона готується додати у страву. На мить її відволік підліток з неміцним вином, яке іспанці пили за їжею. На передньому плані відмінних якостей натюрморт із кухонного приладдя. Небагата за кольорами картина чудово вибудована і справді благородна за співвідношенням фарб.